# Равич Сара Наумівна
Сара (Ольга) Наумівна Равич (1 серпня 1879, місто Вітебськ, тепер Білорусь — 1957, село Агул Ірбейського району Красноярського краю, тепер Російська Федерація) — радянська діячка, революціонерка. Член Центральної контрольної комісії РКП(б) у 1924—1925 роках. Член ЦВК СРСР. Перша дружина Григорія Зінов'єва.

## Життєпис
Народилася в родині єврейського крамаря Нохима Лейби Равича. Здобула домашню освіту, працювала бібліотекарем. 
До 1903 року була членом Партії соціалістів-революціонерів (есерів).
Член РСДРП(б) з 1903 року, партійний псевдонім — Ольга. За революційну дільність була декілька разів заарештована, перебувала на засланні.
У червні 1906 року виїхала до Парижа (Франція), де провела 6 місяців. Потім переїхала до Женеви (Швейцарія). Тут познайомилася з Григорієм Зінов'євим та стала його дружиною (короткочасний шлюб). Навчалася на філософському відділенні Женевського університету. Проживала в Німеччині. У 1908 році арештована в Мюнхені німецькою поліцією під час спроби розміняти купюри, викрадені в результаті пограбування у Тифлісі. Два роки сиділа у німецькій в'язниці.
Не пізніше 1911 вийшла заміж за економіста В'ячеслава Олексійовича Карпінського, разом з чоловіком керувала в Женеві бібліотекою імені Кукліна.
Повернулася до Росії в квітні 1917 року в пломбованому вагоні разом з Леніним, Зінов'євим та його другою дружиною Златою Іонівною Ліліною. Брала активну участь у партійній роботі, виконувала доручення Леніна і ЦК РСДРП(б). 
З квітня по липень 1917 року — організатор Петроградського комітету РСДРП(б) у Московсько-Нарвському районі Петрограда. З липня по грудень 1917 року — член та завідувач агітаційного відділу Петроградського комітету РСДРП(б). Проводила більшовицьку агітацію на фабриці «Скороход», заводі Рєчкіна, у вагонних майстернях та трамвайному парку Петрограда.
У 1917—1921 роках — член Петроградської ради. Учасниця Жовтневого перевороту 1917 року в Петрограді, агітатор ЦК РСДРП(б).
У 1917—1918 роках — завідувач агітаційного відділу Петроградської ради. З листопада 1917 по 1918 рік була секретарем та завідувачем іногороднього відділу (завідувала підготовкою емісарів для провінції) президії виконавчого комітету Петроградської ради.
У березні 1918 — 1919 року — член Петроградського бюро ЦК РКП(б), член виконавчого комітету Петроградського комітету РКП(б). З лютого по липень 1918 року належала до фракції «лівих комуністів».
5 квітня 1918 — квітень 1921 року — член виконавчого комітету Петроградської ради.
Одночасно з квітня по вересень 1918 року — секретар Ради народних комісарів Союзу комун Північної області.
Після вбивства Урицького, з 15 вересня 1918 по 1 травня 1919 року виконувала обов'язки комісара внутрішніх справ Союзу комун Північної області.
1 травня 1919 — 4 серпня 1920 року — завідувач відділу управління Петроградської трудової комуни та виконавчого комітету Петроградської ради.
24 липня 1919 — 24 березня 1921 року — член колегії Народного комісаріату внутрішніх справ РРФСР.
Одночасно в серпні 1919 року працювала секретарем Петроградського губернського комітету РКП(б).
4 серпня 1920 — квітень 1921 року — завідувач відділу управління Петроградської ради та виконавчого комітету Петроградської губернської ради. У липні — 6 серпня 1921 року — завідувач відділу управління Петроградської ради та виконавчого комітету Петроградської губернської ради.
У серпні — листопаді 1921 року — завідувач організаційно-інструкторського відділу Петроградського губернського комітету РКП(б).
З листопада 1921 року працювала в Москві. 30 листопада — 2 грудня 1921 року — заступник завідувача, 2 грудня 1921 — лютий 1923 року — завідувач адміністративно-організаційного управління Народного комісаріату внутрішніх справ РРФСР.
З 26 грудня 1922 по лютий 1923 року — представник НКВС РРФСР у комісії по боротьбі з проституцією при Народному комісаріаті охорони здоров'я РРФСР.
У лютому — 2 липня 1923 року — консультант та заступник завідувача консультаційного бюро Народного комісаріату внутрішніх справ РРФСР, член комісії при НКВС РРФСР із адміністративного заслання. З 27 серпня по 21 вересня 1923 року — позаштатний співробітник НКВС РРФСР.
Співпрацювала в газетах «Красная звезда» та «Беднота», була членом редакційної колегії газети «Правда» (до 1927 року). З 1922 року була членом Московського відділення Всесоюзного товариства старих більшовиків. Написала спогади «За порогом життя», статті про філософські та політичні погляди Чернишевського, Гаршина та інших.
У 1924—1925 роках — голова Тульської губернської контрольної комісії РКП(б) — робітничо-селянської інспекції.
У лютому 1926 — 1927 року — старший інспектор Народного комісаріату робітничо-селянської інспекції СРСР. У 1927 році — заступник керівника групи відомчої раціоналізації Народного комісаріату робітничо-селянської інспекції СРСР. 
Активна учасниця опозиції у 1926—1927 pоках. 18 грудня 1927 року виключена з партії, 23 серпня 1928 року відновлена в членах ВКП(б).
У 1927—1928 роках — старший інспектор Воронезької губернської контрольної комісії ВКП(б) — робітничо-селянської інспекції.
У червні 1928 — травні 1931 року — керівник групи контрольної комісії ВКП(б) — робітничо-селянської інспекції Центрально-Чорноземної області у місті Воронежі.
З 1931 по грудень 1934 року — керуюча Воронезького тресту кондитерських виробів. У грудні 1934 року виключена із ВКП(б).
12 грудня 1934 року заарештована органами НКВС у місті Воронежі. У січні 1935 року засуджена на 5 років заслання до міста Вілюйська Якутської АРСР.
У квітні 1937 року заарештована органами НКВС у Вілюйську, 17 квітня 1937 року засуджена рішенням Особливої наради при НКВС СРСР до 5 років виправно-трудових таборів. Потім термін покарання збільшили ще на 5 років. До січня 1947 року відбувала ув'язнення в Красноярському виправно-трудовому таборі.
У січні 1947 року засуджена рішенням Особливої наради при МДБ СРСР до безтермінового поселення в селі Агул Ірбейського району Красноярського краю.
Сару Равич звільнили від відбуття заслання 24 квітня 1954 року рішенням МВС та Прокуратури СРСР зі зняттям судимості, але повністю в судовому порядку не реабілітували. Важко хворіла, осліпла. З червня 1954 по 1957 рік проживала в будинку для літніх людей села Агул Ірбейського району Красноярського краю, де й померла.